# Macau Open 2009
Die Macau Open 2009 im Badminton fanden vom 18. bis 23. August 2009 in Macau statt.

## Austragungsort
- Tap Seac Multisport Pavilion, Macao

## Sieger und Platzierte
| Veranstaltung | Gold                         | Silber                      | Bronze                                     |
| ------------- | ---------------------------- | --------------------------- | ------------------------------------------ |
| Herreneinzel  | Lee Chong Wei                | Wong Choong Hann            | Chen Jin                                   |
| Herreneinzel  | Lee Chong Wei                | Wong Choong Hann            | Taufik Hidayat                             |
| Dameneinzel   | Wang Yihan                   | Jiang Yanjiao               | Wang Chen                                  |
| Dameneinzel   | Wang Yihan                   | Jiang Yanjiao               | Juliane Schenk                             |
| Herrendoppel  | Koo Kien Keat Tan Boon Heong | Choong Tan Fook Lee Wan Wah | Wifqi Windarto Afiat Yuris Wirawan         |
| Herrendoppel  | Koo Kien Keat Tan Boon Heong | Choong Tan Fook Lee Wan Wah | Chai Biao Zhang Nan                        |
| Damendoppel   | Du Jing Yu Yang              | Yang Wei Zhang Jiewen       | Gao Ling Wei Yili                          |
| Damendoppel   | Du Jing Yu Yang              | Yang Wei Zhang Jiewen       | Zhang Dan Zhang Zhibo                      |
| Mixed         | He Hanbin Yu Yang            | Hendra Gunawan Vita Marissa | Mikkel Delbo Larsen Mie Schjøtt-Kristensen |
| Mixed         | He Hanbin Yu Yang            | Hendra Gunawan Vita Marissa | Chen Zhiben Zhang Jinkang                  |

## Finalergebnisse
| Disziplin    | Sieger                       | Finalist                    | Ergebnis            |
| ------------ | ---------------------------- | --------------------------- | ------------------- |
| Herreneinzel | Lee Chong Wei                | Wong Choong Hann            | 21–15, 21–19        |
| Dameneinzel  | Wang Yihan                   | Jiang Yanjiao               | 16–21, 22–20, 21–12 |
| Herrendoppel | Koo Kien Keat Tan Boon Heong | Choong Tan Fook Lee Wan Wah | 21–14, 17–21, 21–12 |
| Damendoppel  | Du Jing Yu Yang              | Yang Wei Zhang Jiewen       | 21–16, 21–11        |
| Mixed        | He Hanbin Yu Yang            | Hendra Gunawan Vita Marissa | 21–14, 21–9         |